# 1998 SK115
1998 SK115 är en asteroid i huvudbältet som upptäcktes den 26 september 1998 av LINEAR i Socorro County, New Mexico.
Asteroiden har en diameter på ungefär 5 kilometer och den tillhör asteroidgruppen Eunomia.